# Згортання коду

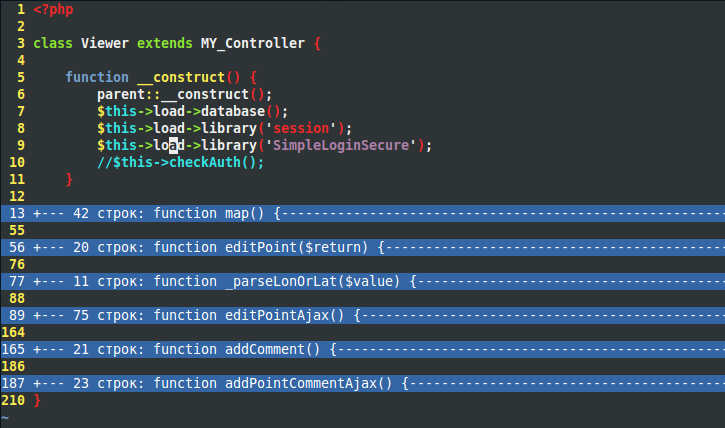
Приклад згортання коду на PHP.

Згортання коду — це функції деяких текстових редакторів, які допомагають користувачеві заховати певний фрагмент коду та відображати лише один рядок. В якості таких фрагментів в основному залишаються логічно цілісні коди програм, це дає можливість користувачеві керувати великими об'ємними текстами та дивитися лише ті фрагменти тексту, які особливо актуальні у будь-який момент часу.
Визначення згортання може бути автоматичним, відповідно до синтаксису, що відповідає комп'ютерній мові, вручну або на базі початкового маркера (зберігається як частина вихідного коду).
Багато редакторів дають можливість розгортати код натисканням на боковій панелі, поряд з номерами рядків, значків у вигляді трикутників або знаків +.
Згортання тексту — це аналогічна функція, яка використовується в текстових редакторах, але вона застосовується для звичайного тексту автоматично та базується на синтаксисі людських мов, в окремих абзацах або схожих розділах, а не на синтаксисі мов програмування.
Є інші види згортання коду, які реалізовані в деяких шістнадцяткових редакторах і використовуються для створення двостороннього файлу або прихованих недоступних розділів даних у редакторі ОЗП. Існують різні альтернативні терміни для таких функцій, в тому чисті «розгорнути і згорнути», «сховати код» і «відкрити». За словами представників Microsoft, ця функція називається «розбірною структурою».

## Історія
Найпершим був редактор створений програмою (SPF) 1974 року для мейнфреймів IBM 370. Відображався на символьних 3270 терміналах. Це було дуже корисно для таких мов, як COBOL.

## Використання
Згортання коду має різне призначення, наприклад для організації коду або приховуванні непотрібної інформації, щоб можна було зосередитись на більш важливих розділах.